# Mali Brijun
Mali Brijun – wyspa w Chorwacji, na Morzu Adriatyckim, zaliczana do grupy Wysp Briońskich.
Zajmuje powierzchnię 1,1 km².